# Sofia Hohenzollern
Sofia Hohenzollern (en alemany Sophie von Hohenzollern) va néixer a Kaliningrad (Rússia) el 31 de març de 1582 i va morir a la ciutat letona de Kuldīga el 4 de desembre de 1610. Era una princesa de la Casa de Hohenzollern, filla d'Albert Frederic de Prússia (1553-1618) i de Maria Elionor de Julich-Kleve-Berg (1550-1608).

## Matrimoni i fills
El 22 d'octubre de 1609 es va casar amb Guillem Kettler de Curlàndia (1574-1640), fill del duc de Curlàndia i Semigàlia Gotthard Kettler (1517-1587) i de la duquessa Anna de Mecklemburg-Gustrow (1533-1602). Sofia va morir en néixer el seu primer fill Jacob (1610-1682), casat amb Lluïsa Carlota de Brandenburg (1617-1676).